# De witte iris
De witte iris (Frans: L’iris blanc) is het veertigste album uit de stripreeks Asterix. Het is het zesde album in deze stripreeks dat is getekend door Didier Conrad. Het is daarnaast het eerste album van de nieuwe schrijver Fabrice Caro. De vertaling in het Nederlands is van Margreet van Muijlwijk.

## Verhaal
Het leger van Julius Caesar heeft last van muiterij en desertie. Caesar vraagt zijn legertop om oplossingen. Hoofdarts Viceversus stelt voor om de manschappen te motiveren met positief denken volgens zijn nieuw ontwikkelde leer van de witte iris. Het lukt hem om de manschappen te motiveren. Ook de dorpsbewoners van "het kleine dorp dat dapper weerstand biedt" zijn vatbaar voor zijn leer. Geen onderlinge gevechten meer, maar alles oplossen met woorden.
Viceversus weet Bellefleur zo ver te krijgen om het dorp te verlaten. Hij hoopt haar in Lutetia te kunnen overdragen aan Julius Caesar. Asterix, Obelix en de ontdane Heroïx kunnen dit voorkomen. Als iedereen weer bij zinnen is, wordt het avontuur traditioneel afgesloten met een feestmaal.

## Personages
- Asterix
- Obelix
- Bellefleur
- Heroïx
- Kostunrix
- Homéopatix
- Boxofix
- Romeinen:
  - Julius Caesar
  - Viceversus, Romeins hoofdarts

## Plaatsen
- Adfundum
- Lutetia

## Verwijzingen en stereotypen
- Het centrale thema is alle clichés rond het positiviteitsdenken.
- Viceversus is geïnspireerd op het uiterlijk van Bernard-Henri Lévy en Dominique de Villepin.[2][3] In de Nederlandse vertaling is zijn naam een woordspeling op het begrip 'vice versa', wat vertaald 'wederzijds' betekent.
- Boxofix is een woordspeling van het Engelse Box Office, wat vrij vertaald neerkomt op 'lokatie voor ticketverkoop', terwijl de acteur zelf is gemodelleerd naar de Franse acteur  Jean Rochefort.
- Er zitten twee verwijzingen naar het moderne transport.
  - Viceversus en Bellefleur reizen per HST (heel snel transport) van de kust naar Lutetia. Dit is een verwijzing naar de TGV en de regelmatig voorkomende vertragingen.
  - In Lutetia verplaatsen Asterix, Obelix en Heroïx zich per step. Dit is een verwijzing naar het Parijs anno 2023, waar de elektrische step een plaag is.[4]
- Viceversus en Bellefleur bezoeken het Museum Kébranlix, een verwijzing naar Musée du quai Branly, met onder andere werk van Andy Warhol.
- In het theater waar de ontknoping plaatsvindt speelt het stuk "Wachten op Godix", een verwijzing naar Wachten op Godot, een toneelstuk van Samuel Beckett. De twee acteurs zijn zelf een parodie op acteurs die in het theaterstuk ooit hebben gespeeld.
- Na een optreden van Kakofonix breekt er geen traditioneel gevecht uit. Waarop Asterix wanhopig de dorpsgenoten oproept: "Word wakker". Een verwijzing naar de woke-beweging.

## Trivia
De verschijning van een nieuwe Asterix is met name in Frankrijk een hele gebeurtenis. Alleen medewerkers en een select aantal journalisten mogen het boek voor de verschijningsdatum zien. Daarvoor moeten strenge geheimhoudingsverklaringen worden getekend. Een medewerker van de drukkerij heeft geprobeerd om de cover via verkoopsite Vinted te verkopen (voor slechts 9 euro).
Al op de eerste bladzijde zit een anachronisme, Caesar refereert aan de nul, die pas honderden jaren later wordt geïntroduceerd in Europa.